# Sicuro precariato
Sicuro precariato è il secondo singolo estratto dall'album L'aldiquà di Samuele Bersani, pubblicato nel 2006.
Il brano è una denuncia critica sul mondo del lavoro italiano.

## Video musicale
Nel videoclip Bersani ha il ruolo di un supplente, una delle figure che meglio possono rappresentare la precarietà del mercato lavorativo.